# Quevauvillers
Quevauvillers település Franciaországban, Somme megyében. Lakosainak száma 1106 fő (2022. január 1.). Quevauvillers Courcelles-sous-Moyencourt, Fresnoy-au-Val, Moyencourt-lès-Poix, Namps-Maisnil és Revelles községekkel határos.

## Népesség
A település népességének változása:
| Lakosok száma | 1115 | 1115 | 1138 | 1102 | 1094 | 1085 | 1103 | 1102 | 1106 |
|               | 2013 | 2015 | 2016 | 2017 | 2018 | 2019 | 2020 | 2021 | 2022 |